# Jaroslav Bachora
Jaroslav Bachora (1952–2013) byl český politik, spoluzakladatel a místopředseda Strany svobodných občanů.

## Život
Před rokem 1989 pracoval v dělnických profesích, poté si zřídil živnost v oboru distribuce tisku a v letech 1994–1997 byl vedoucím obchodního oddělení vydavatelství Integra. V posledních letech svého života podnikal jako vydavatel a šéfredaktor lokálního periodika na Praze 6. Od roku 1998 zastával místo tajemníka Nadačního fondu Václava Klause, kde se zabýval posuzováním žádostí lidí postižených vážnými úrazy a předkládal návrhy na poskytnutí humanitárních příspěvků. Stal se i členem správní rady časopisu Laissez Faire a Centra pro ekonomiku a politiku.
 V letech 1998–2008, před založením Strany svobodných občanů, byl členem ODS. Jako místopředseda Svobodných působil od roku 2009, znovu byl zvolen v roce 2010, ale v roce 2012, kdy mu mandát vypršel, se rozhodl již nekandidovat. Zemřel v roce 2013.